# Ophion ventricosus
Ophion ventricosus är en stekelart som beskrevs av Johann Ludwig Christian Gravenhorst 1829. Ophion ventricosus ingår i släktet Ophion och familjen brokparasitsteklar. Arten är reproducerande i Sverige. Inga underarter finns listade i Catalogue of Life.

## Bildgalleri

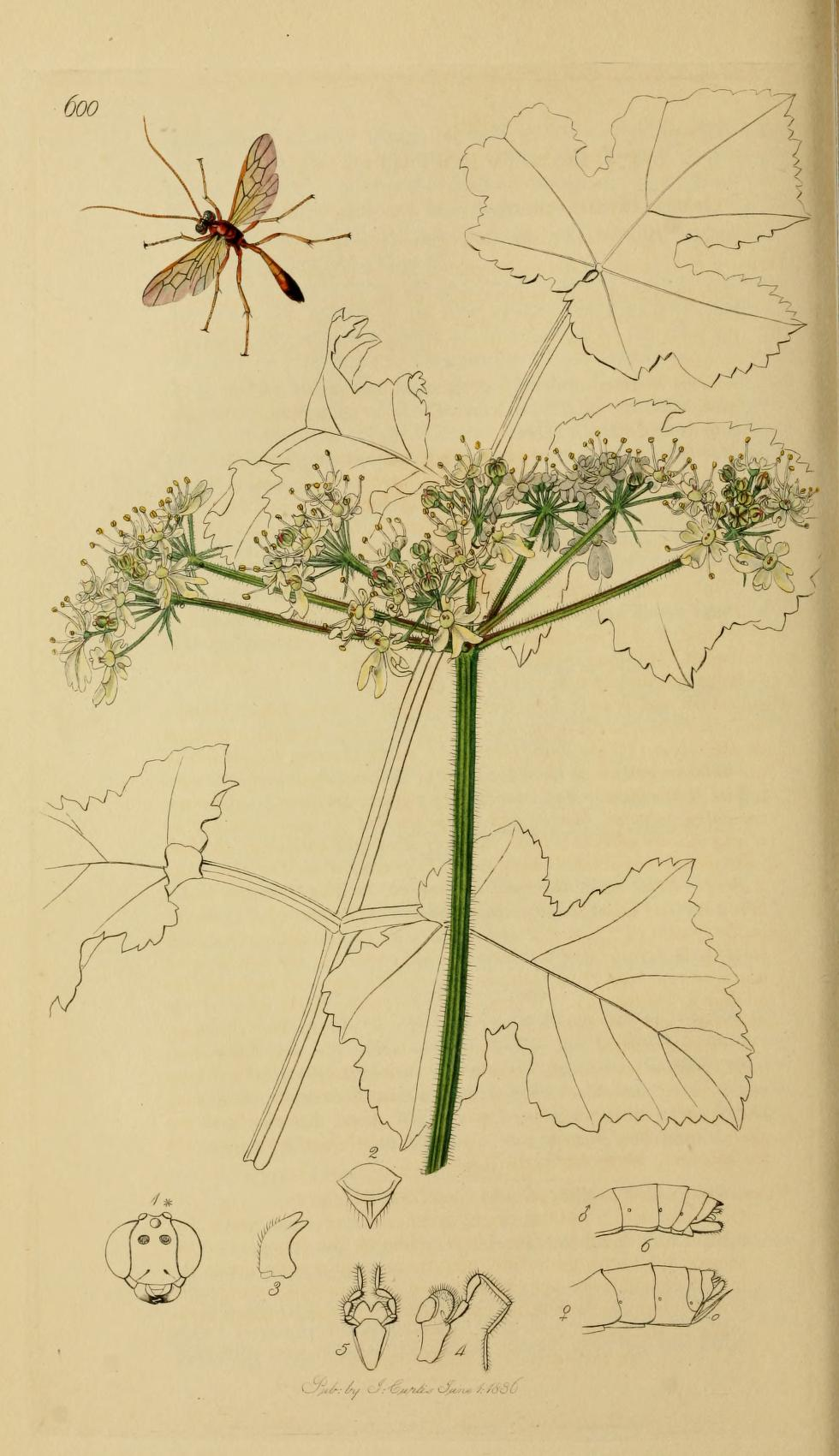
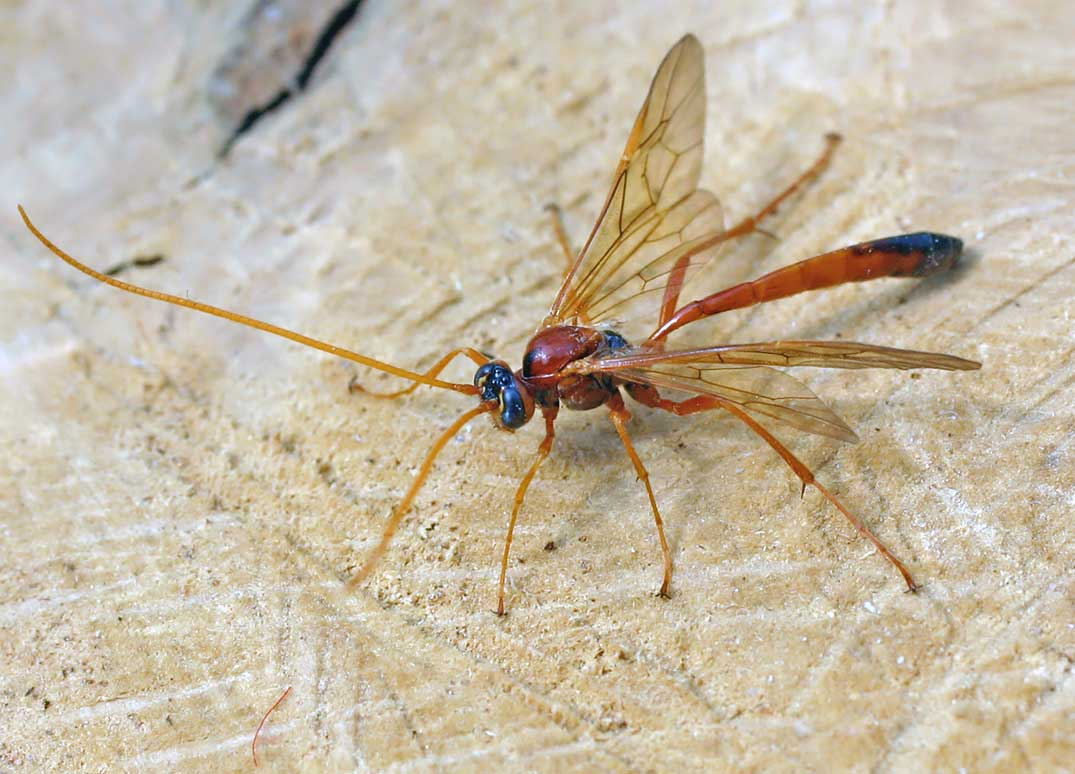